# 劉兆勳
劉兆勳（1910年—1973年11月19日），諱萬全，字惠民，化名兆勳。松江省賓縣人。民國37年（1948年）在松江省選區當選第一屆立法委員

## 生平[1][2][3]
- 北平朝陽大學法律系畢業
- 日本明治大學法學部畢業
- 龍江地方法院推事及檢察官
- 黑龍江高檢察處檢察官
- 省黨部委員及設計委員
- 立法院立法委員
- 律師
- 民國62年11月19日病故[4]